# Constantin Willems
Constantin Willems (* 1984) ist deutscher Rechtswissenschaftler.

## Leben
Nach dem Abitur 2004 am Friedrich-Wilhelm Gymnasium Trier studierte er von 2004 bis 2009 Rechtswissenschaft an der Universität Trier. Er war 
während des Studiums studentische Hilfskraft bei Thomas Rüfner, Stipendiat der Konrad-Adenauer-Stiftung und Teilnehmer am 1st International Roman Law Moot Court in Kavala.
Nach der ersten juristischen Staatsprüfung 2009 war er von 2009 bis 2011 wissenschaftlicher Mitarbeiter an der Universität Trier bei Thomas Rüfner. Nach der Promotion 2011 zum Dr. iur. an der Universität Trier („Actio Pauliana und fraudulent conveyances. Zur Rezeption kontinentalen Gläubigeranfechtungsrechts in England“) war er von 2011 bis 2014 Lehrbeauftragter an der Universität Paul Verlaine – Metz/Université de Lorraine. Von 2010 bis 2012 absolvierte er das Rechtsreferendariat im Bezirk des Oberlandesgericht Koblenz mit Stationen u. a. beim Gerichtshof der Europäischen Union in Luxemburg, Kabinett des Richters Egils Levits, bei Latham & Watkins, LLP in Brüssel und beim Bundeskartellamt in Bonn. Nach der zweiten juristischen Staatsprüfung 2012 war er von 2012 bis 2016 wissenschaftlicher Mitarbeiter, dann Akademischer Rat a. Z. an der Universität Trier bei Thomas Rüfner. 2013 war er Stipendiat beim Collegio di Diritto Romano „Diritto romano e economia. Due modi di pensare e organizzare il mondo (nei primi tre secoli dell’Impero)“ am Centro di studi e ricerche sui Diritti Antichi (CEDANT), Università di Pavia (Italien). 
Nach der Habilitation 2016 an der Universität Trier mit der Arbeit „Justinian als Ökonom. Entscheidungsgründe und Entscheidungsmuster in den quinquaginta decisiones“ erlangte er die Lehrberechtigung für Bürgerliches Recht, Römisches Recht, Europäische Privatrechtsgeschichte sowie Deutsches und Europäisches Kartell- und Wettbewerbsrecht. Zunächst trat er in Nachfolge von Ralph Backhaus 2016 die Professur für Bürgerliches Recht und Römisches Recht an der Universität Marburg an. Seit 2016 lehrt er auch als Gastprofessor (professeur invité) an der Université de Lorraine. 
Seine Forschungsinteressen sind das Römische Recht und sein Nachwirken in der Europäischen Privatrechtsgeschichte.

## Schriften
- Actio Pauliana und fraudulent conveyances. Zur Rezeption kontinentalen Gläubigeranfechtungsrechts in England. Berlin 2012, ISBN 3-428-13800-7.
- Justinian als Ökonom. Entscheidungsgründe und Entscheidungsmuster in den quinquaginta decisiones. Köln 2017, ISBN 3-412-50898-5.
- mit Benedikt Forschner (Hrsg.): Acta diurna. Beiträge des IX. Jahrestreffens Junger Romanistinnen und Romanisten. Wiesbaden 2017, ISBN 3-447-10737-5.